# Amy Archer-Gilligan
"Sister" Amy Duggan Archer-Gilligan (31 de octubre de 1873-23 de abril de 1962) fue propietaria de un hogar de ancianos en Windsor, Connecticut y asesina serial que sistemáticamente asesinó al menos cinco personas por envenenamiento; una de esas personas fue su segundo esposo, Michael Gilligan, y el resto eran residentes de su hogar de ancianos. Es posible que estuviera involucrada en más muertes; las autoridades encontraron 48 muertes totales en sus casas de ancianos.

## Asesinatos y captura
Entre 1907 y 1917, fallecieron 60 personas en el hogar Archer. Los familiares de los fallecidos sospecharon, por el alto número de muertes. Sólo 12 habían muerto entre 1907 y 1910 y 48 habían muerto entre 1911 y 1916. Entre ellos estaba Franklin R. Andrews, un hombre aparentemente sano. En la mañana del 29 de mayo de 1914, Andrews estaba haciendo jardinería en el hogar Archer. Su salud de repente colapsó en un día, falleciendo esa misma tarde. La causa oficial de la muerte fue úlcera gástrica. Su hermana Nellie Pierce heredó sus papeles personales. Pronto se dio cuenta en ocasiones donde Archer-Gilligan presionaba a Andrew por dinero. Los clientes de Archer-Gilligan mostraban un patrón, pues fallecían poco después de darle a su cuidadora grandes sumas de dinero. 
Mientras las muertes continuaban, Pierce informó de sus sospechas a la fiscalía local, que en su mayoría no le hizo caso. Pierce luego llevó su historia a Hartford Courant, un periódico. El 9 de mayo de 1916, fue publicado. Unos meses después, la policía comenzó seriamente a investigar el caso. La investigación tardó casi un año en completarse, pero los resultados eran interesantes. Los cuerpos de Gilligan, Andrew y otros tres residentes habían sido exhumados. Los cinco habían muerto por envenenamiento, por el arsénico o estricnina. Los comerciantes locales fueron capaces de dar testimonio de que Archer-Gilligan había estado comprando grandes cantidades de arsénico, supuestamente para "matar ratas."

## Juicio
Archer-Gilligan fue arrestada y juzgada por asesinato, inicialmente por cinco cargos, en última instancia, su abogado logró que los cargos se redujeran a un solo cargo. El 18 de junio de 1917, un jurado la encontró culpable, y fue sentenciada a muerte. Se le dio un nuevo juicio en 1919. Se declaró locura, mientras que Mary Archer testificó que su madre era adicta a la morfina. Archer-Gilligan fue declarada culpable de asesinato en segundo grado y fue sentenciada a cadena perpetua.

## Muerte
En 1924, Archer-Gilligan fue declarada mentalmente incapacitada y fue trasladada al Hospital Connecticut para enfermos mentales en Middletown, donde permaneció hasta su muerte, el 23 de abril de 1962.